# Throttle position sensor

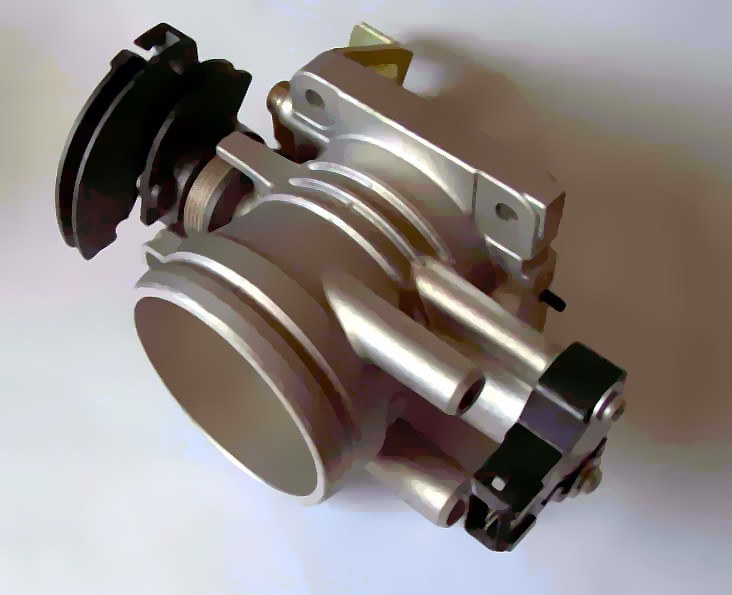
Gaspedaalbehuizing met wide open throttle-sensor aan de rechterkant.

Een throttle position sensor (TPS, Nederlands: gaskleppositiesensor) is een systeem dat het ontstekingstijdstip van een verbrandingsmotor mede bepaalt door de stand van de gasklep(pen) te vergelijken met het toerental. In veel gevallen worden ook andere parameters geregeld door de TPS. Bij motoren waar de brandstoftoevoer en de brandstofdosering elektronisch geregeld worden, is de TPS geïntegreerd in het systeem. Onderstaande beschrijving gaat over systemen met mechanische regeling.
TPS wordt onder andere toegepast op benzinemotoren. De gaskleppositiesensor bevindt zich normaal gesproken op de vlinderklep. De sensor is normaal gesproken een potentiometer die een variabele elektrische weerstand levert, die afhankelijk is van de positie van de (gas)klep.
Het sensorsignaal wordt als invoer gebruikt door de motorregeleenheid (ECU). Zowel de ontbrandingstijd als de tijd waarbinnen de brandstofinjectie plaatsvindt variëren naargelang de positie van de gasklep en de snelheid waarmee deze positie verandert. In injectiemotoren kan om te voorkomen dat ze stilvallen op deze manier bijvoorbeeld extra brandstof worden geïnjecteerd wanneer de gasklep snel wordt geopend (hierbij wordt de acceleratiepomp van carburateursystemen nagebootst).